# Galerie (televizní stanice)
Galerie byla česká televizní stanice vysílající teleshopping.

## Vysílání
TV Galerie odstartovala své vysílání 14. listopadu 2018. Stanice vysílala pouze pořad Klenot TV, a to jak živé vysílání, tak i reprízy. V prvních měsících po startu vysílání bylo možné v jejím vysílání nalézt také předtáčené úryvky s prodejem šperků, parfémů, doplňků stravy a dalších výrobků. Stanice vysílala v Multiplexu 24. Nabídka šperků byla k dispozici také na webu TV Galerie.
Od 10. prosince 2019 změnila stanice svůj program. Začala vysílat úryvky dokumentů převzaté ze stanice UP network a také teleshoppingové bloky. Její původní vysílání převzala stanice Klenot TV.
V nočních hodinách vysílala stanice erotické vysílání, přičemž diváci mohli zavolat na uvedené telefonní číslo, které funguje jako erotická linka.
TV Galerie ukončila své vysílání k 31. lednu 2022.